# Méďové
Méďové je český hraný televizní seriál natočený v roce 2000 a poprvé vysílaný v rámci Večerníčku v lednu 2001. V roce 2003 byla natočena druhá, volně navazující série, uváděná také jako Méďové II – Povídání pro Aničku, vysílaná na přelomu let 2004 a 2005.
Seriál spadá do volné série přírodovědných příběhů, které pro Českou televizi vymyslel a zrealizoval Václav Chaloupek. Každá série se věnovala jinému živočišnému druhu.
Kameru zabezpečil Jiří Bálek ve spolupráci s kolegy. Hudbu složil Jaroslav Samson Lenk včetně textu písně, příběhem provázel Tomáš Töpfer. Bylo natočeno celkem 29 epizod, v délce mezi cca 8 až 9 minut.

## Další tvůrci
- Zpívají: Jaroslav Samson Lenk, Šimon Lenk
- Hudební režie: Václav Fiala, Jaroslav Samson Lenk
- Technická spolupráce: Karel Brož, Jan Míša Černý

## Úvod do děje
Hlavními hrdiny jsou tři malá medvíďata, Kuba, Vojta a Matěj, která přišla o mámu a postarat o ně se musel člověk – fotograf Václav, se kterým prožívají různé příhody…
Druhá série diváky zavede na oslavu jejich třetích narozenin, kdy se jejich „adoptivní otec“ fotograf Václav na návštěvě v Berouně dozvídá, že na zámku v Českém Krumlově se narodila dvě malá medvíďata, o která nejeví matka zájem…

## Seznam epizod

### 1. série
1. Překvapení v polomu
2. Nový domov
3. První vycházky
4. Na tetřívčím tokaništi
5. Když taje sníh
6. Nebojácný tetřev
7. Jarní den
8. V kraji houpavých mechů
9. Cesta za sluncem
10. Výlet k řece
11. Ve skalním bludišti
12. Za posledním sněhem
13. Srnčí tajemství
14. Toulání v rákosí
15. Letní setkání
16. Loučení

### 2. série
1. Méďové se rodí v lednu
2. Šumavské klouzání
3. Čas kvetoucích strání
4. Výlet do nemocného lesa
5. Brdské toulání
6. Když je horko v kožichu
7. Medvědí občerstvení
8. Pásli ovce Valaši
9. Cestami medvědů
10. V kraji vyhaslých sopek
11. Dobrodružství ve skalách
12. Medvědí expres
13. Okolo Třeboně